# دنیس واخر
دنیس واخر (انگلیسی: Denis Vaucher; ۱۸ فوریهٔ ۱۸۹۸ – ۲۴ فوریهٔ ۱۹۹۳) اسکی‌باز اهل سوئیس بود.